# Cheilanthes × tolocensis
Cheilanthes × tolocensis là một loài dương xỉ trong họ Pteridaceae. Loài này được Rasbach, Reichst. & Schneller mô tả khoa học đầu tiên năm 1983.
Danh pháp khoa học của loài này chưa được làm sáng tỏ. 